# Wahlkreis Bexleyheath and Crayford

Der Wahlkreis mit den Grenzen von 2007

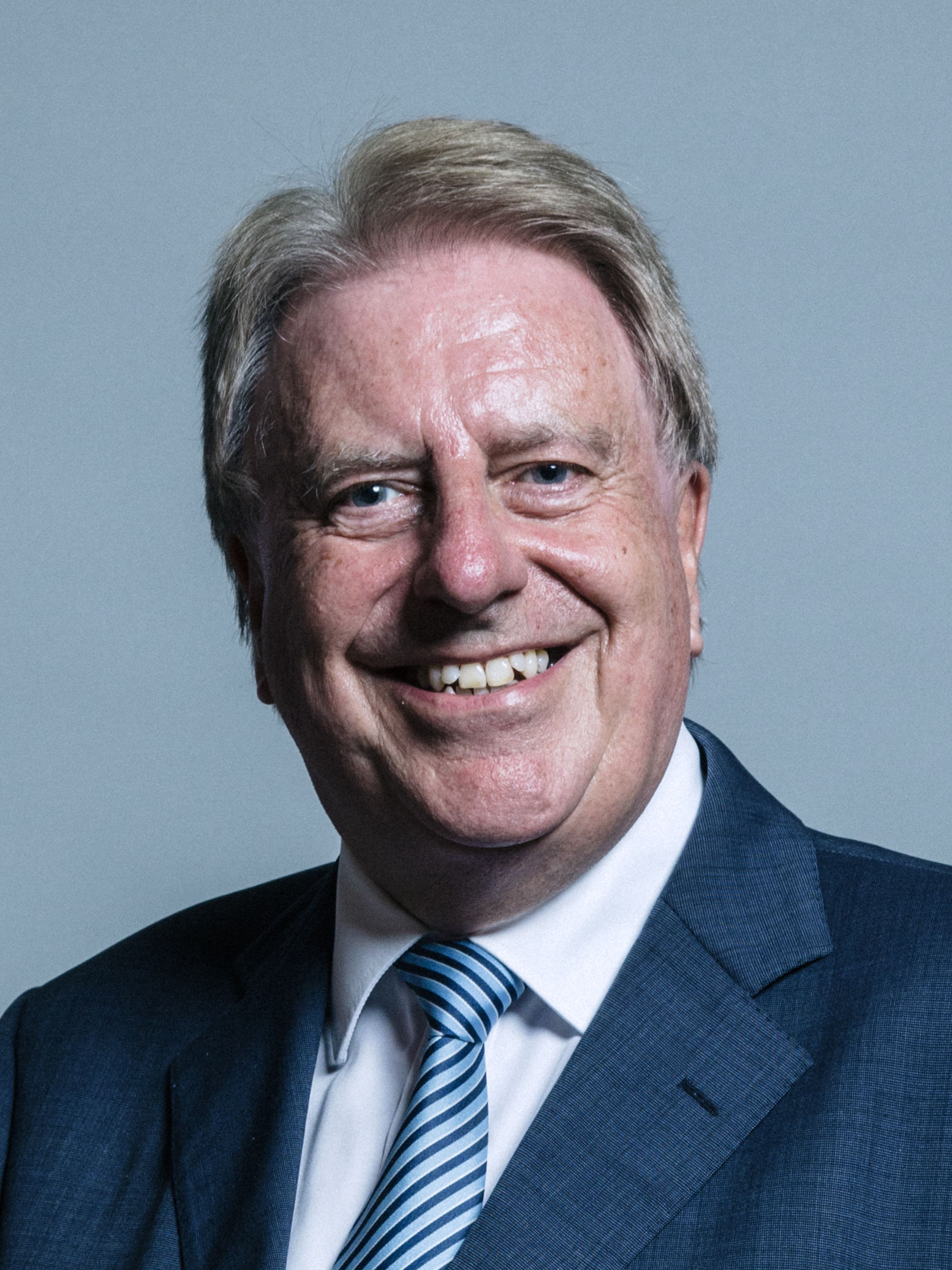
Sir David Evennett vertritt den Wahlkreis seit 2005

Bexleyheath and Crayford ist ein Wahlkreis in London für das britische Unterhaus. Der Wahlkreis wurde für die Britische Unterhauswahl 1997 in seiner heutigen Form geschaffen und liegt im London Borough of Bexley im Osten Londons. Er entsendet einen Abgeordneten ins Parlament.

## Geschichte
Der Wahlkreis wurde aus den ehemaligen Wahlkreisen Bexleyheath und Erith and Crayford geschaffen und wird seit den Britischen Unterhauswahlen 2005 von Sir David Evennett, einem Angehörigen der Conservative Party, im Parlament vertreten. Dieser war vor der Gründung des Wahlkreises bereits seit den Unterhauswahlen 1983 der Abgeordnete für den Wahlkreis Erith and Crayford. Evennett bewarb sich sowohl bei den Unterhauswahlen 1997, als bei den Unterhauswahlen 2001, um den Sitz von Bexleyheath and Crayford, unterlag jedoch jeweils dem Kandidaten der Labour Party, Nigel Beard. Diesen besiegte er schlussendlich 2005.
Der Wahlkreis wies im April 2013 eine Arbeitslosigkeit von 3,3 % auf, die damit geringfügig niedriger liegt als im nationalen Durchschnitt von 3,8 %.